# 浮石站
浮石站是位于广西壮族自治区柳州市融安县浮石镇的一个铁路车站，邮政编码545402。车站建于1979年，有焦柳铁路经过该站，现仅办理货运业务，不办理客运业务，2020年因焦柳线南段电气化改造、融安段改线工程而新建一座货场。车站距离月山站1508公里，隶属南宁铁路局，是四等站。